# Jornal Vencer
O Jornal Vencer é um jornal esportivo brasileiro.
Editado pelo LANCE!, foi lançado em abril de 2008. É voltado principalmente para o torcedor do Flamengo. Tem formato tabloide e circula diariamente, sendo vendido por R$ 0,60.
Além de publicar notícias sobre o Flamengo, não só no futebol como nas modalidades esportivas representadas pelo clube, o Jornal Vencer veicula entrevistas e matérias com jogadores e ex-jogadores do Flamengo, além da opinião de leitores e internautas.